# Julien Vernaeve
Julien Vernaeve est un pilote automobile belge. Il a notamment participé aux 24 Heures du Mans, en 1970. En outre, il est un spécialiste du pilotage des Mini dans les années 1960.

## Carrière
En 1970, avec son compatriote Yves Deprez, il pilote une Chevron B16 équipée d'un moteur Wankel sur plusieurs manches du championnat du monde des voitures de sport. Après avoir franchi la ligne d'arrivée à la quinzième place aux 1 000 kilomètres de Spa et la dixième place au Nüburgring, l'équipage se rend aux 24 Heures du Mans. La Chevron B16 est la première voiture équipée d'une telle motorisation à prendre part à l'épreuve. Mais les deux belges abandonnent à la quatrième heure sur un problème d'allumage,,.
Depuis le début des années 1960, il pilote régulièrement pour la marque Mini, jusqu'à en devenir un des spécialistes,. En 1973, il remporte les 24 Heures de Nivelles sur Mini, et remporte le titre dans la catégorie des groupe 2.
En 2006, il participe aux Boucles de Spa sur Morris Cooper S.
En 2024, la marque de SlotCar Scalextric lui consacre la voiture Club de l'année 2024, une Austin Mini Cooper S Castrol.